# Fairburn (Dakota du Sud)
Fairburn est une municipalité américaine située dans le comté de Custer, dans l'État du Dakota du Sud.
Fondée en 1886, la localité doit son nom à la contraction de fair (« beau » en anglais) et de bourn (« ruisseau » en écossais).

## Démographie
| 1930 | 1940 | 1950 | 1960 | 1970 | 1980 |
| ---- | ---- | ---- | ---- | ---- | ---- |
| 91   | 120  | 80   | 47   | 50   | 41   |

| 1990 | 2000 | 2010 | - | - | - |
| ---- | ---- | ---- | - | - | - |
| 62   | 80   | 85   | - | - | - |

Selon le recensement de 2010, elle compte 85 habitants. La municipalité s'étend sur 0,34 milles carrés (0,88 km2).